# Notoplusia marchiana
Notoplusia marchiana är en fjärilsart som beskrevs av William Schaus 1928. Notoplusia marchiana ingår i släktet Notoplusia och familjen tandspinnare. Inga underarter finns listade i Catalogue of Life.